# Gaynsky (huyện)
Huyện Gaynsky (tiếng Nga: ? райо́н) là một huyện hành chính tự quản (raion), của Vùng Perm, Nga. Huyện có diện tích 15085 kilômét vuông, dân số thời điểm ngày 1 tháng 1 năm 2000 là 19400 người. Trung tâm của huyện đóng ở Gayniy.